# Marc Manili
Marc Manili segons Ciceró, o potser Mani Manili (en llatí Marcus Manilius o Manius Manilius) va ser un jurista i magistrat romà.
Ciceró el fa un dels oradors al seu llibre De re publica, i, en conseqüència, era contemporani de Publi Corneli Escipió Emilià, Espuri Mummi i Quint Muci Escevola, i se'l considera, juntament amb Publi Muci Escevola un dels tres fundadors del Ius civile.
Aquest Marc (o Mani) Manili sembla que era el mateix que va ser cònsol l'any 149 aC junt amb Luci Marci Censorí, l'any en què es va iniciar la Tercera guerra púnica. En el seu mandat ell i el seu col·lega van dirigir les operacions contra Cartago i van incendiar la flota cartaginesa a la vista de la ciutat. La campanya de Manili la descriu amb molt de detall Apià. Durant el seu consolat, Manili va escriure als aqueus demanant que li enviessin a Polibi a Lilibèon, perquè el necessitava. Però quan aquest va arribar a Còrcira, va rebre una carta dels cònsols, que l'informaven de que els cartaginesos havien lliurat hostatges, i que estaven disposats a obeir els romans. Com que consideraven que la guerra havia acabat, ja no necessitaven els seus serveis. Polibi va tornar a Grècia.
Sext Pomponi diu que va escriure tres tractats jurídics. Ciceró diu d'ell que era un bon orador. Es coneix un tractat que se li atribueix, sobre les vendes (venalium vendendorum leges), que probablement era un llibre de formularis. Ciceró diu també que passejava pel Fòrum donant opinions i consells a tothom que li demanava. Les seves dates són incertes per va néixer sobre l'any 200 aC i va morir després del 129 aC.